# Димини

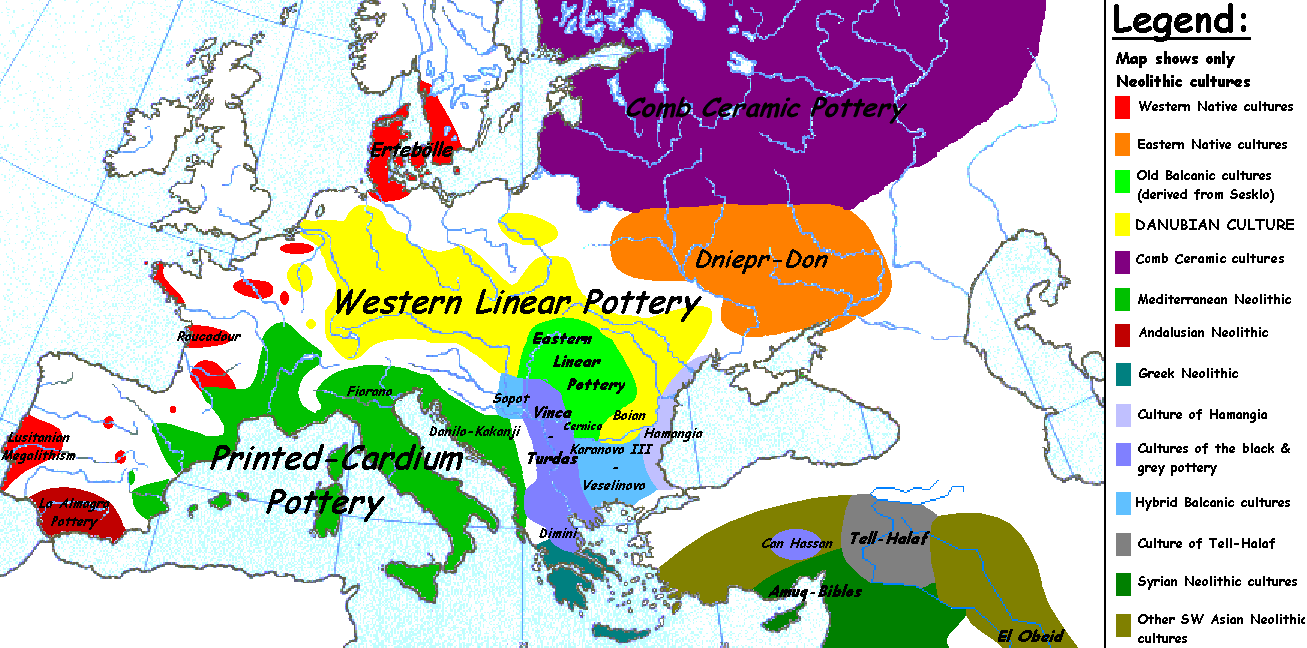
Димини на карте неолитической Европы

Димини — балканская неолитическая культура IV—III тысячелетий до н. э. Названа по имени греческого села в Фессалии, где производились первые раскопки. Культура содержит укрепленное поселение на холме (акрополь), разнообразную керамику и шлифованные каменные топоры. Являлась южной экспансией культуры Винча.
Согласно «теории вторжения», люди культуры Димини уничтожили культуру Сескло около 5000 года до н. э. И. Лирицис предложил альтернативную теорию отношений между двумя культурами. Он вместе с Р. Гэллоуэем (R. B. Galloway) провёл сравнительный анализ керамики из Димини и Сескло с использованием термолюминисцентного датирования, и выяснил, что поселение Димини возникло около 4800 г. до н. э., за 4 столетия до исчезновения культуры Сескло (около 4400 г. до н. э.). По мнению Лирициса, обе культуры сосуществовали некоторое время.
Здесь же, в Димини, в 1886 году обнаружена гробница-толос микенской эпохи. В 1901 году ещё один толос был обнаружен на холме, под которым находилось поселение эпохи неолита. В 2001 году в ходе раскопок был обнаружен город микенской эпохи и дворцовый комплекс — часть древнего Иолка.